# Palojärvi (sjö i Finland, Nyland)
Palojärvi är en sjö i Vichtis kommun i Finland.   Den ligger i landskapet Nyland, i den södra delen av landet, 30 km väster om huvudstaden Helsingfors. Palojärvi ligger 43,5 meter över havet. Arean är 1,7 kvadratkilometer och strandlinjen är 12,58 kilometer lång. Sjön  ingår i Sjundeå å huvudavrinningsområde.   I omgivningarna runt Palojärvi växer i huvudsak blandskog.